# Nowe Kajetanowo
Nowe Kajetanowo – dawny zaścianek na Litwie, w okręgu wileńskim, w rejonie święciańskim, w gminie Kołtyniany.

## Historia
W czasach zaborów zaścianek w gminie Łyngmiany, w powiecie święciańskim, w guberni wileńskiej Imperium Rosyjskiego.
W dwudziestoleciu międzywojennym wieś leżała w Polsce, w województwie wileńskim, w powiecie święciańskim, w gminie Kołtyniany.
W 1931 w 1 domu zamieszkiwało 9 osób.